# Last Exit to Brooklyn (album)
Last Exit to Brooklyn je glazba iz istoimenog filma Last Exit to Brooklyn.
Sve pjesme je napisao Mark Knopfler, a iako se album pripisuje njemu, sve pjesme je izvodio Guy Fletcher.

## Popis pjesama
1. Last Exit To Brooklyn - 4:59
2. Victims - 3:30
3. Think Fast - 2:46
4. A Love Idea - 3:04
5. Tralala - 5:28
6. Riot - 6:20
7. The Reckoning - 7:12
8. As Low As It Gets - 1:28
9. Finale - 6:18

## Izvođači
- Irvine Arditti - violina
- Michael Brecker - saksofon
- Guy Fletcher - klavijature
- Mark Knopfler - gitara
- David Nolan - violina
- Chris White - saksofon